# Новоселово (Саратовская область)
Новоселово —поселок в Энгельсском районе Саратовской области. Входит в состав муниципального образования город Энгельс. 

## География
Находится на расстоянии примерно 8 километров по прямой на юг от города Энгельс.

## Население
Постоянное население составляло 521 человек в 2002 году (русские 68%) ,  533 в 2010.